# روتر

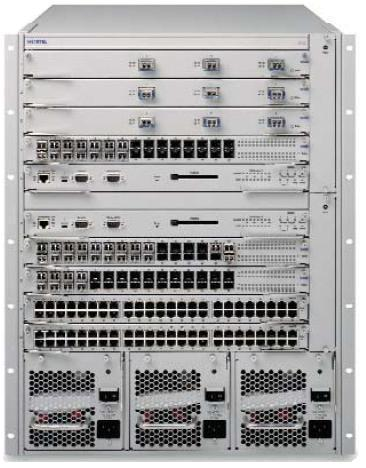
آویا ERS-8600

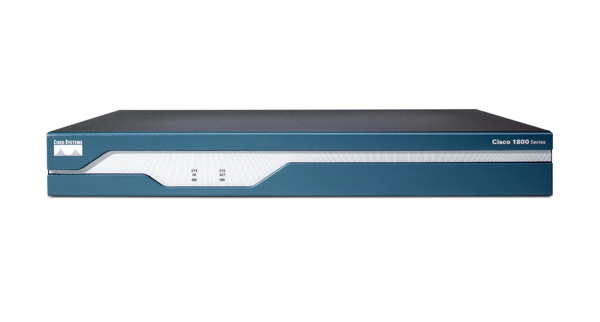
مسیریاب ۱۸۰۰ سیسکو

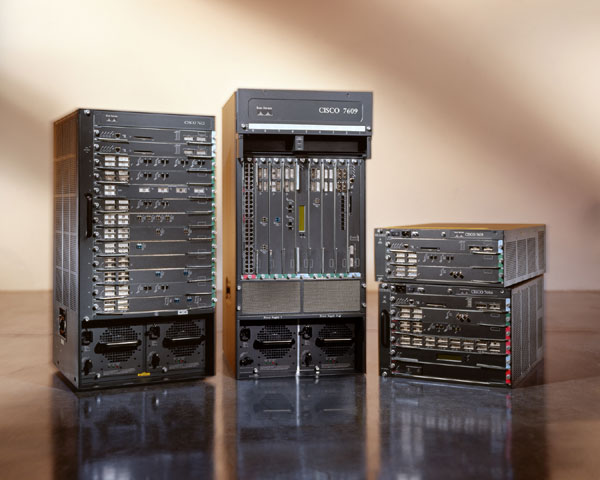
مسیریاب‌های ۷۶۰۰ سیسکو

مسیریاب، رهیاب یا رُوتِر (به انگلیسی: Router) دستگاهی از تجهیزات شبکهٔ رایانه‌ای است که بسته‌های داده (Data Packets) را در یک شبکه برای رسیدن به مقصدشان، هدایت می‌کند. مسیریابی در لایهٔ سوم مدل مرجع OSI (لایهٔ شبکه) رخ می‌دهد. مسیریاب جهت اتصال دو یا چند شبکه محلی به هم یا اتصال چندین خط شبکه بزرگ به هم مورد استفاده قرار می‌گیرند. مسیریاب می‌تواند انواع مختلف شبکه را به هم وصل کند. یک مسیریاب، یک سیستم‌عامل اختصاصی (مانند IOS از سیسکو یا JUNOS از ژونیپر نتوکرز و …)، حافظه فلش، NVRAM , RAM و یک یا دو پردازشگر دارد.

## کاربرد
هنگامی که چند مسیریاب در شبکه‌ها استفاده می‌شوند، با استفاده از یک پروتکل مسیریابی پویا اطلاعاتی دربارهٔ آدرس مقصد تبادل کند همچنین در شبکه‌های به هم پیوسته بین هر دو سیستم یک جدول مسیریابی از مسیرهای ترجیحی می‌سازد.
مسیریاب می‌تواند رابط‌هایی برای انواع اتصالات فیزیکی شبکه داشته باشد، مانند کابل‌های مسی، فیبر نوری یا انتقال بی‌سیم. سیستم عامل آن می‌تواند استانداردهای پروتکل‌های ارتباطی مختلف شبکه را نیز پشتیبانی کند. هر رابط شبکه توسط نرم‌افزارهای مخصوص برای فعال‌سازی بسته‌های داده استفاده می‌شود. به این منظور که بسته‌های داده بتوانند از یک پروتکل انتقالی سیستم به سیستم دیگر منتقل شوند.
مسیریاب‌ها همچنین می‌توانند به عنوان متصل‌کنندهٔ یک یا چند گروه از دستگاه‌های کامپیوتری نیز استفاده شوند. به این گروه‌های منطقی کامپیوتری زیر شبکه می‌گوییم که هر کدام پیشوند شبکه‌ای متفاوتی دارند. پیشوندهای شبکه ثبت شده در جدول مسیریابی لزوماً به صورت مستقیم اتصالات فیزیکی رابط‌ها را نمایش نمی‌دهند. en:Router (computing)#cite note-6
یک مسیریاب دو لایهٔ عملیاتی دارد:en:Router (computing)#cite note-7
- لایه کنترلی: مسیریاب یک جدول مسیریابی دارد که هر لیست نشان می‌دهد بستهٔ داده از کدام مسیر و همچنین از طریق کدام رابط فیزیکی باید فرستاده شود.
- لایه انتقالی: مسیریاب بسته‌های داده را بین رابط‌های وروری و خروجی هدایت می‌کند. این کار باعث می‌شود که بسته‌ها به شبکه‌ای هدایت شوند که با نوع اطلاعات داخل آن‌ها متناسب است. برای این کار از داده‌های ذخیره شده در جدول‌های مسیریابی لایهٔ کنترلی استفاده می‌شود.

## توزیع
مسیریاب توزیع‌کننده، ترافیک مربوط به مسیریاب‌های با قابلیت دسترسی چندگانه را متراکم می‌کند، همچنین وظیفهٔ اجرای کیفیت سرویس را در سراسر شبکهٔ گسترده (WAN) بر عهده دارد؛ بنابراین به مقدار قابل توجهی حافظه، رابط‌های چندگانهٔ WAN و پردازندهٔ داده نیاز دارد. برقراری ارتباط بین گروه‌ها یا فایل‌های سرور و دیگر شبکه‌های خارجی نیز توسط این مسیریاب‌ها امکان‌پذیر است.

## امنیت
شبکه‌های خارجی باید به عنوان بخشی از استراتژی امنیت کلی در نظر گرفته شوند. یک مسیریاب ممکن است شامل یک فایروال، کنترل شبکه اختصاصی مجازی(VPN) و دیگر توابع امنیتی باشد. شرکت‌های زیادی مسیریاب‌های مبتنی بر امنیت تولید می‌کنند، از جمله سری Cisico PIX، سری Cisco Meraki MX و Juniper NetScreen. رهیاب‌ها معمولاً وظیفهٔ ترجمهٔ آدرس شبکه و تفتیش بسته را نیز بر عهده دارند. برخی از کارشناسان بر این باورند که مسیریاب متن باز (open source) امن تر و قابل اعتماد تر از مسیریاب متن بسته (close source) هستند، زیرا مسیریاب متن باز اجازه می‌دهد خطاها سریعاً پیدا و تصحیح شوند. en:Router (computing)#cite note-15

## ساختار
یک مسیریاب شبکه از دو بخش عمده سخت‌افزار و نرم‌افزار تشکیل می‌شود. نرم‌افزار مسیریاب شامل سیستم‌عامل و رابط کاربری آن است. یک سیستم‌عامل معروف که شرکت سیسکو در مسیریاب‌های خود استفاده می‌کند، IOS نام دارد.
اجزای زیر را برای یک مسیر یاب مرسوم می‌توان نام برد:
- بدنه (شامل کانکتورها و…)
- سخت‌افزار مسیریابی
- رابط‌های شبکه
- سیستم‌عامل
- رابط کاربری

## پروتکل‌ها
- IGRP
- BGP
- ابتدا کوتاه‌ترین مسیر را انتخاب کردن
- RIP v1
- RIP v2
- سامانه حدواسط به سامانه حدواسط

## تولیدکنندگان معروف
- آویا
- Juniper Networks
- Cisco Systems, Inc.
- Lucent Technologies Alcatel-Lucent
- MRV Communications
- Mikrotik RouterOS